# Aarno Walli
Aarno Rafael Waldemar Walli (né le 26 octobre 1920 à Helsinki – mort le 16 août 2007 dans la même ville) était un chef d'orchestre et un pianiste finlandais.